# Liste der Naturdenkmale in Erfweiler
Die Liste der Naturdenkmale in Erfweiler nennt die im Gemeindegebiet von Erfweiler ausgewiesenen Naturdenkmale (Stand 23. Mai 2024).

## Naturdenkmale
| Nr.         | Bezeichnung                 | Lage                                                          | Beschreibung                                      | Bild                                    |
| ----------- | --------------------------- | ------------------------------------------------------------- | ------------------------------------------------- | --------------------------------------- |
| ND-7340-180 | Eichelbergfelsen            | östlich des Ortes am Westgrat des Eichelbergs Lage            | Buntsandsteinfelsengruppe; teilweise zu Busenberg | Direkt Bild zu diesem Denkmal hochladen |
| ND-7340-207 | Hebelfelsen                 | westlich des Ortes, oberhalb des Friedhofs Lage               | Buntsandsteinfelsen                               | Fotos hochladen                         |
| ND-7340-208 | Sieben Felskegel Schafstein | südöstlich des Ortes; Abteilung Am Schafstein Lage            | sieben Buntsandsteinfelsen                        | Fotos hochladen                         |
| ND-7340-209 | Zimmerfels                  | südwestlich des Ortes, oberhalb des Sportplatzes Lage         | Buntsandsteinfelsen                               | Fotos hochladen                         |
| ND-7340-210 | Löchelfelsen                | südwestlich des Ortes am Ostgrat des Schlossbergs Lage        | Buntsandsteinfelsen; teilweise zu Dahn            | Direkt Bild zu diesem Denkmal hochladen |
| ND-7340-211 | Hegerturm                   | östlich des Ortes am Südhang des Stumpfbergs Lage             | Buntsandsteinfelsen                               | Fotos hochladen                         |
| ND-7340-212 | Hahnenbergfelsen            | östlich des Ortes am Südwesthang des Hahnbergs Lage           | Buntsandsteinfelsen                               | Fotos hochladen                         |
| ND-7340-214 | Sorgenbergfelsen            | östlich des Ortes auf dem Sorgenberg Lage                     | Buntsandsteinfelsen                               | Direkt Bild zu diesem Denkmal hochladen |
| ND-7340-215 | Wetzsteinfelsen             | nordöstlich des Ortes am Südosthang des Winterbergs Lage      | Buntsandsteinfelsen                               | Direkt Bild zu diesem Denkmal hochladen |
| ND-7340-216 | Rappenfelsen                | nordöstlich des Ortes am Südhang des Winterbergs Lage         | Buntsandsteinfelsen                               | Fotos hochladen                         |
| ND-7340-217 | Winterbergfelsen            | nordöstlich des Ortes auf dem Winterberg Lage                 | Buntsandsteinfelsen                               | Direkt Bild zu diesem Denkmal hochladen |
| ND-7340-264 | Kirchenwalderfelsen         | nordöstlich des Ortes am Westgrat des Mittelschachens Lage    | Buntsandsteinfelsen                               | Direkt Bild zu diesem Denkmal hochladen |
| ND-7340-336 | Marienbuche                 | nordöstlich des Ortes unterhalb des Kirchenwalderfelsens Lage | Fagus sylvatica                                   | Direkt Bild zu diesem Denkmal hochladen |

## Ehemalige Naturdenkmale
| Nr. | Bezeichnung | Lage                                             | Beschreibung | Bild                          |
| --- | ----------- | ------------------------------------------------ | --- | ----------------------------- |
|     | Große Eiche | östlich des Ortes; Abteilung Mittelschachen Lage | auch Dicke Eiche; Quercus petraea; 2011 nach Beschädigung von 1994 gefällt und durch Nachpflanzung ersetzt, Rechtsverordnung aufgehoben | mehr Fotos \| Fotos hochladen |